# Raritan (Nova Jérsei)
Raritan é um distrito localizado no estado americano de Nova Jérsei, no Condado de Somerset.

## Demografia
Segundo o censo americano de 2000, a sua população era de 6338 habitantes.
Em 2006, foi estimada uma população de 6427, um aumento de 89 (1.4%).

## Geografia
De acordo com o United States Census Bureau tem uma área de
5,3 km², dos quais 5,3 km² cobertos por terra e 0,0 km² cobertos por água. Raritan localiza-se a aproximadamente 22 m acima do nível do mar.

## Localidades na vizinhança
O diagrama seguinte representa as localidades num raio de 12 km ao redor de Raritan.